# Église Notre-Dame de La Ferrière
L'église Notre-Dame est un édifice situé à La Ferrière en France.

## Localisation
L'église est située sur le territoire de la commune de La Ferrière dans le département des Côtes-d'Armor, dans la région Bretagne.

## Description
L'église est construite en forme de croix latine dissymétrique, avec transept nord doublé d'une chapelle. La nef est précédée du clocher carré couvert d'une flèche octogonale.

## Historique
La première mention de l'église remonte au début du XIIe siècle. Réédifiée au milieu du XVIe siècle en conservant quelques vestiges du XIVe siècle, l'église connaît par la suite plusieurs campagnes d'agrandissement ou de reconstruction.
L'église est inscrite au titre des monuments historiques par arrêté du 6 avril 2007.

## Galerie

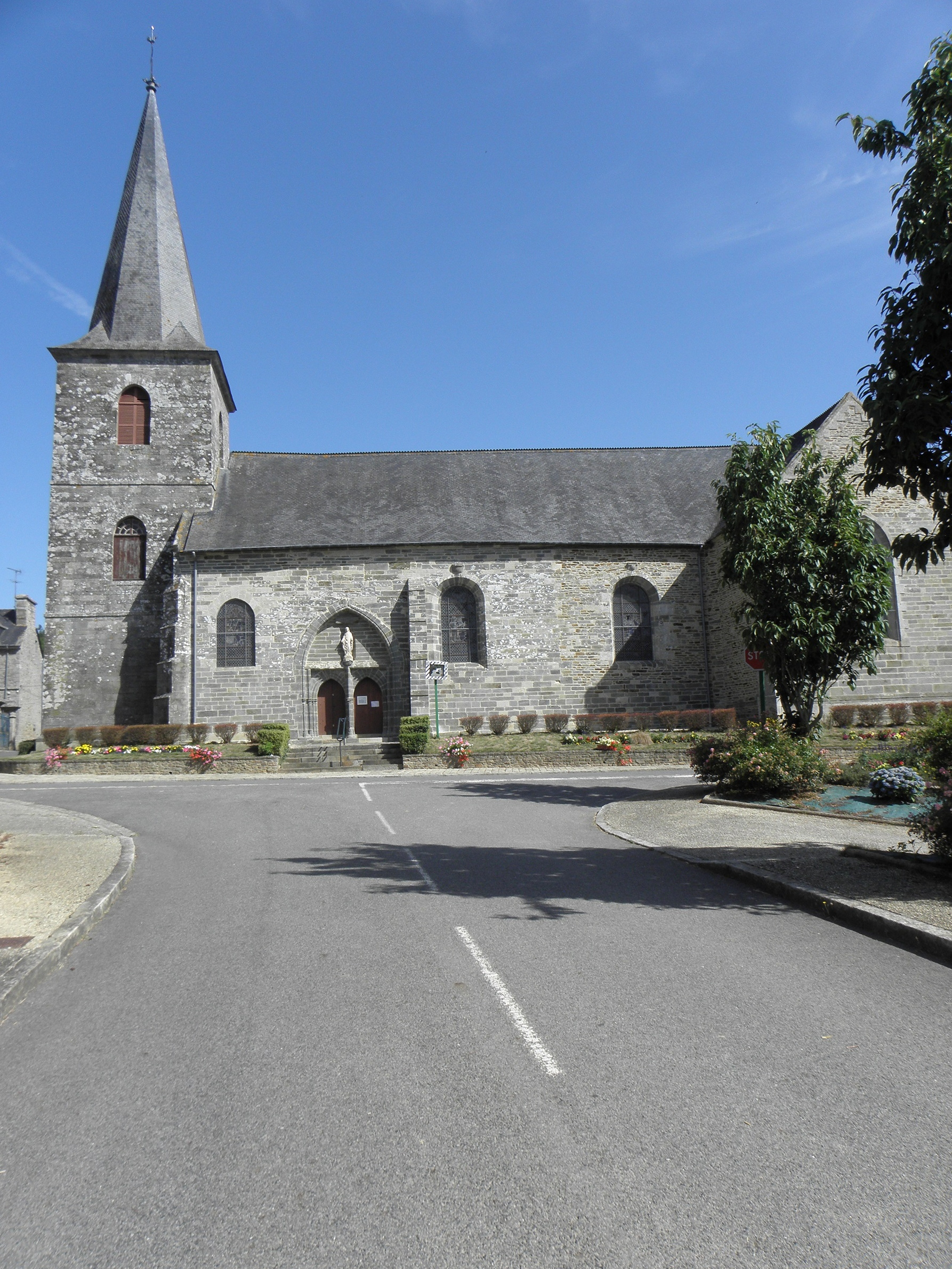
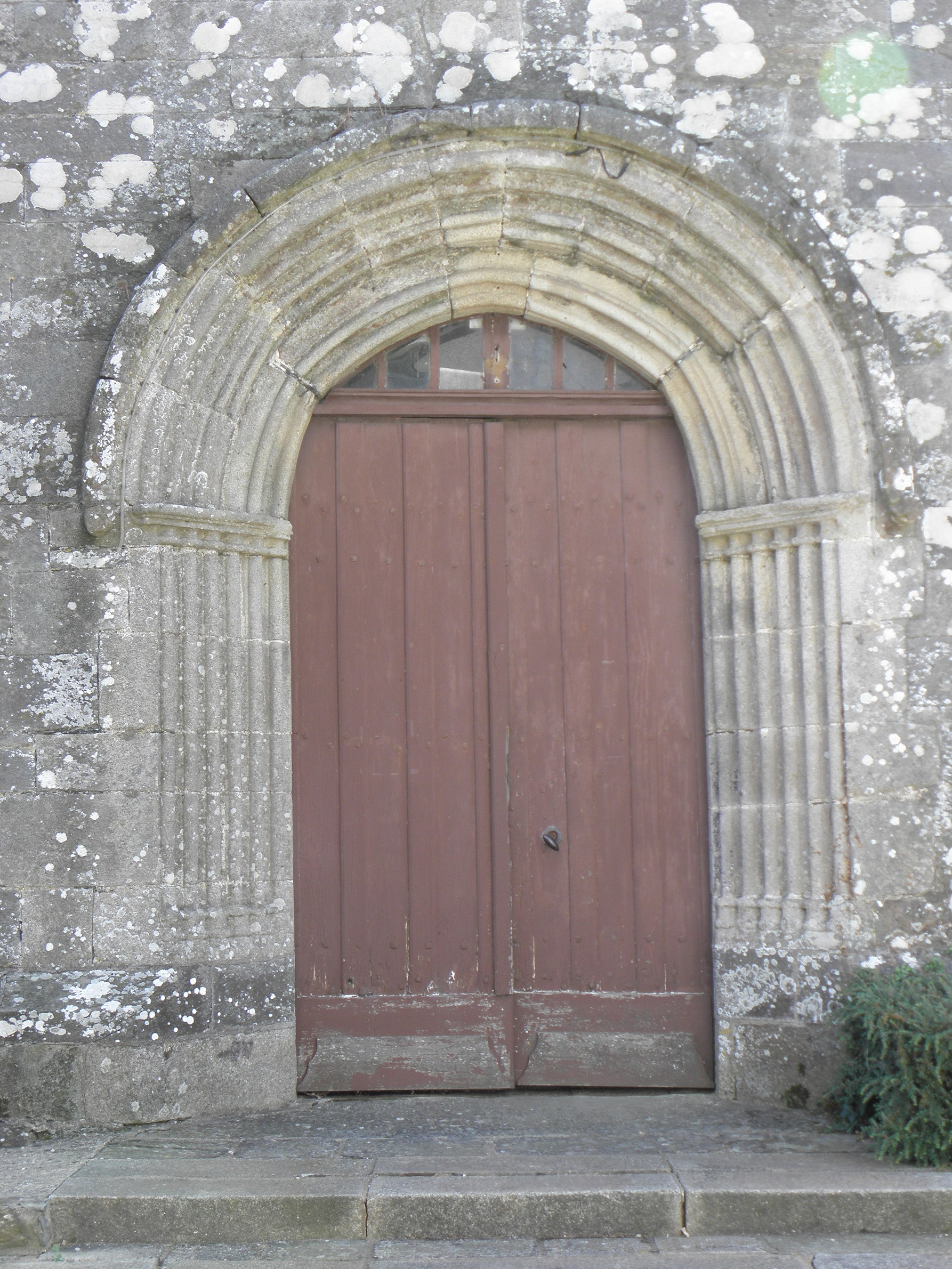
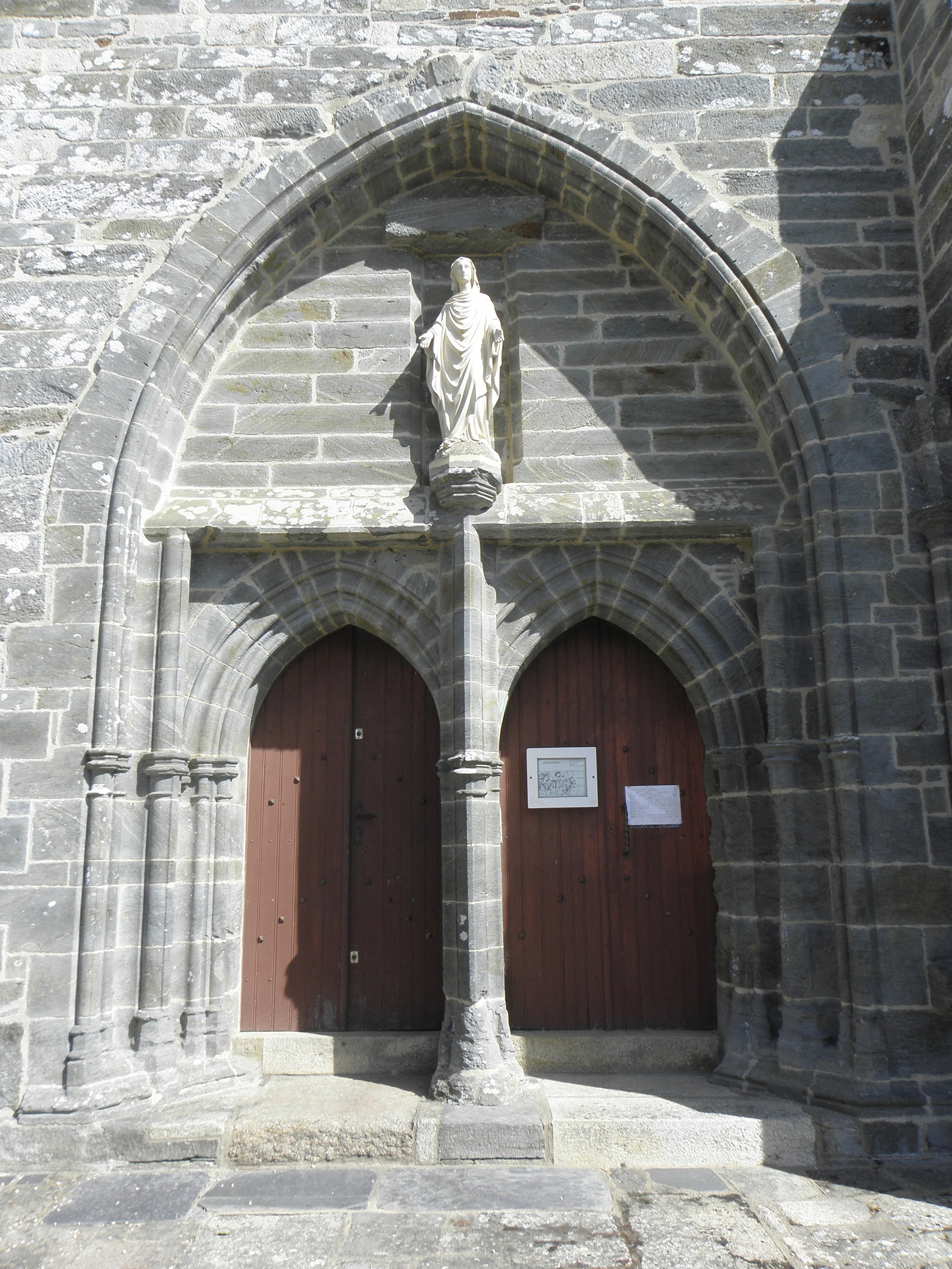
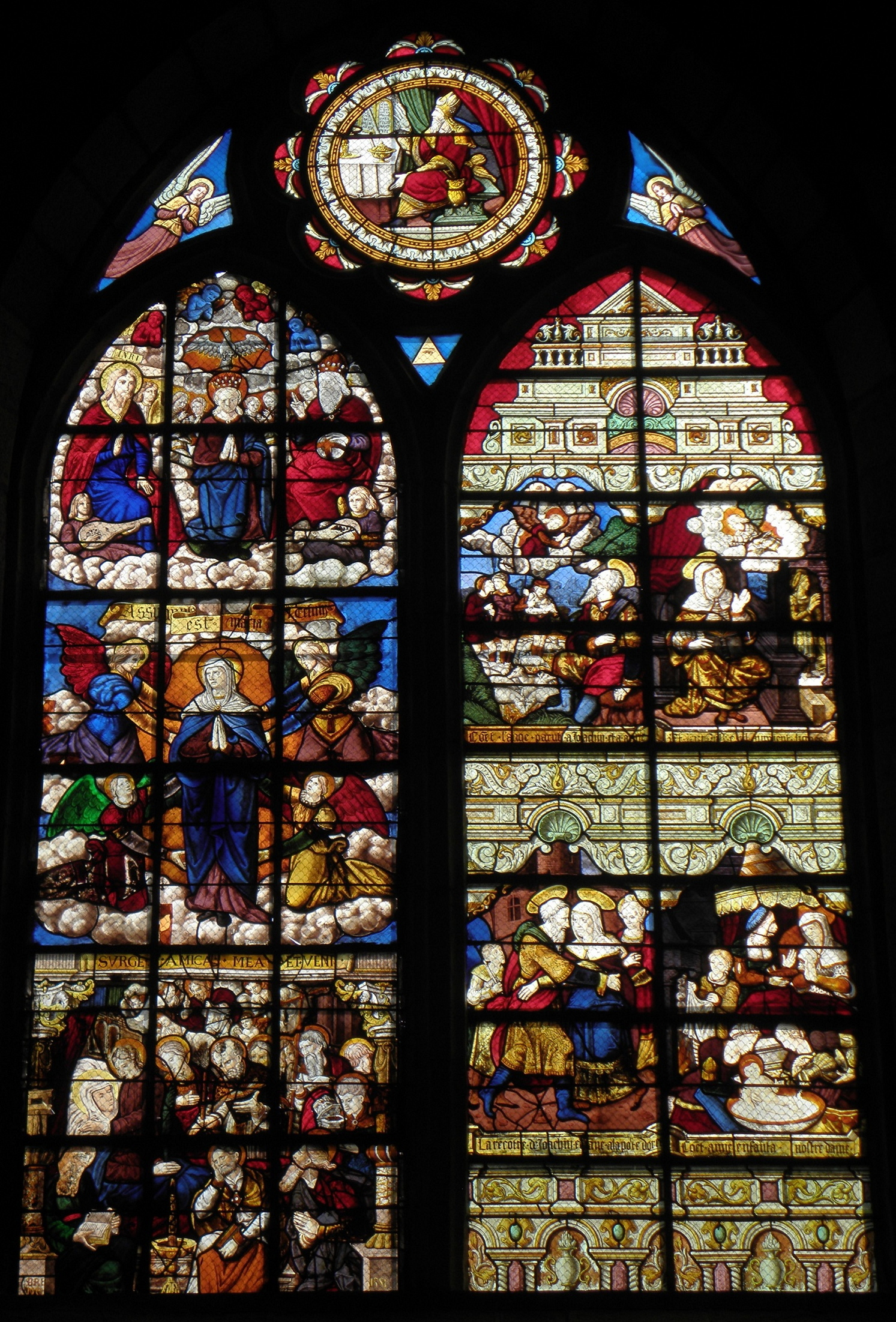
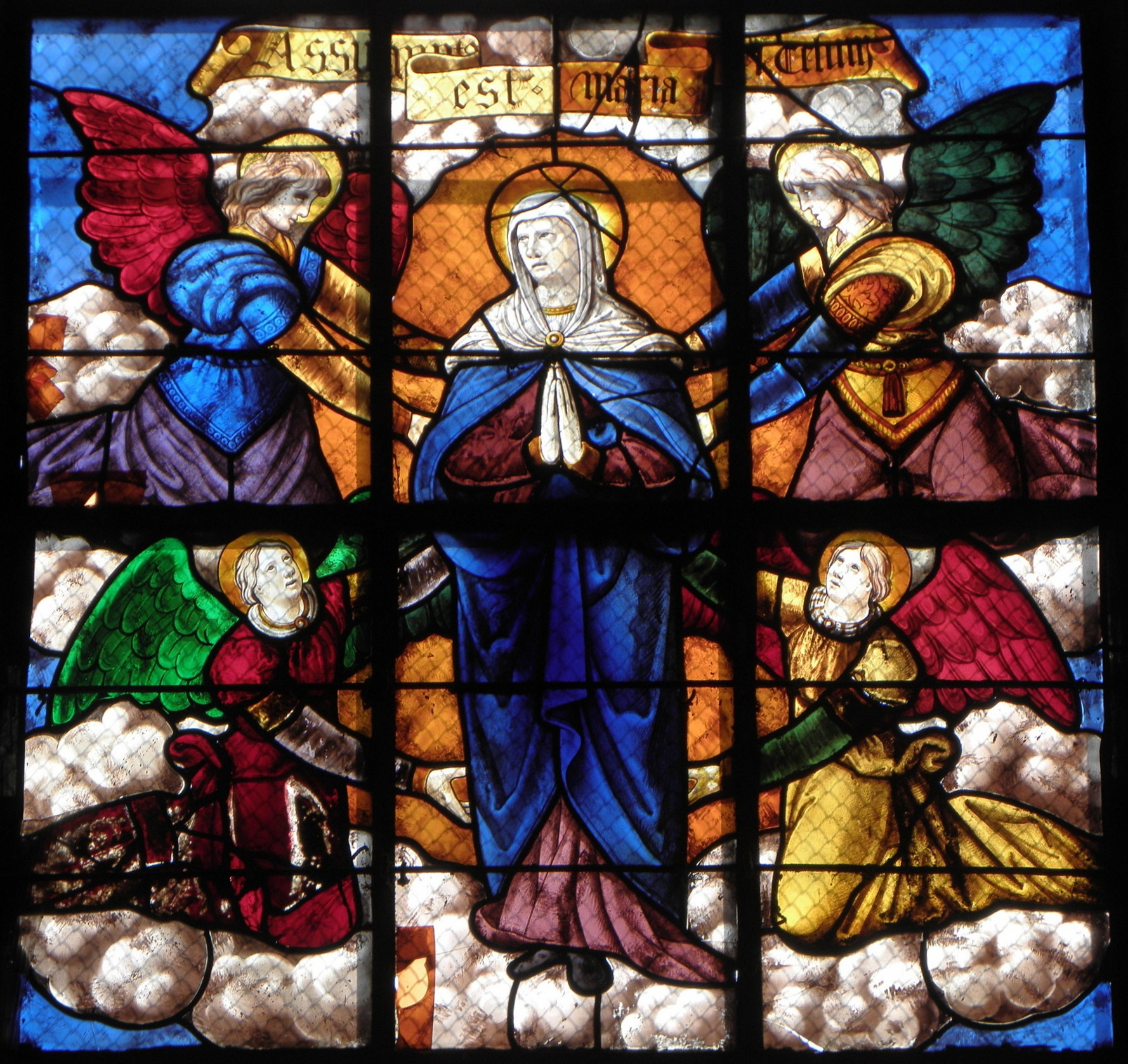
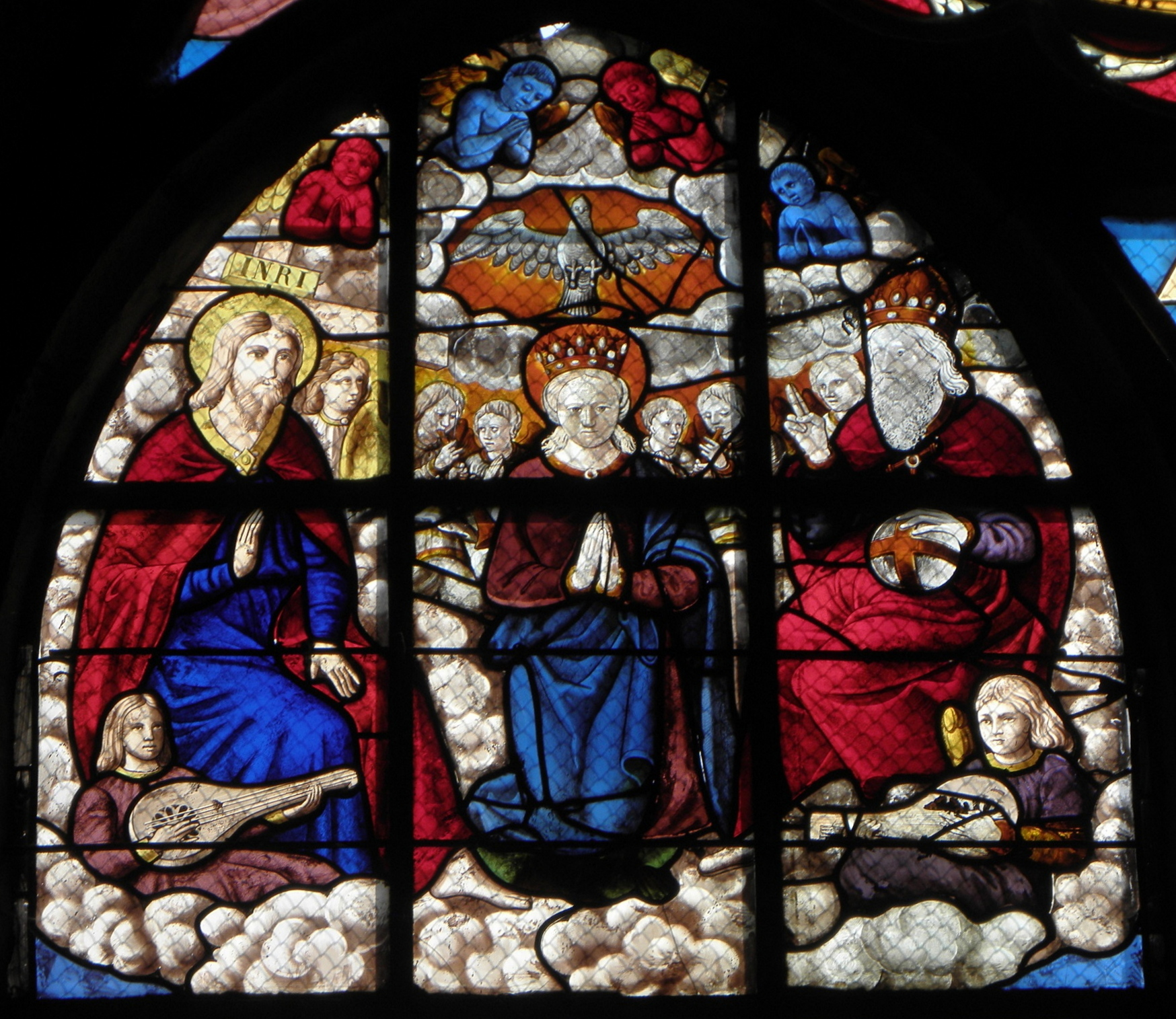